# Баршамин
Баршамин (арм. Բարշամին) — в армянской мифологии божество, выступающее противником богов и героев (Вахагна, Арама и др.).

## Описание
Образ восходит, по-видимому, к западносемитскому Баалшамину, культ которого был распространён в Древней Армении. Построенный в честь Баршамина храм и статуя из слоновой кости, вывезенная из Месопотамии Тиграном II (I в. до н. э.) и установленная в селении Тордан (к юго-западу от современного города Эрзинджан в Западной Армении, на территории современной Турции), были разрушены после принятия в Армении христианства в 301 году.